# Sinope (mitologia)
Segons la mitologia grega, Sinope (en grec antic Σινώπη), va ser una nimfa, filla del déu-riu Asop (o segons altres, d'Ares i d'Egina). És l'epònima de l'illa de Sinope, a la costa asiàtica del Pont Euxí.
Va ser raptada per Apol·lo que se la va endur a l'Àsia Menor, i d'aquesta relació va néixer Siros, epònim dels siris.
Es contava una llegenda sobre Sinope: Zeus, enamorat d'ella, li havia jurat que li concediria tot el que li demanés. Ella li va demanar que respectés la seva virginitat. Zeus, lligat pel jurament, la respectà i li donà la ciutat de Sinope com a lloc on viure. Més tard, la noia es deslliurà de la mateixa manera d'Apol·lo i del riu Halis, i no va permetre que cap mortal aconseguís allò que els déus no havien obtingut.